# Manchester (Kansas)
Pour les articles homonymes, voir Manchester (homonymie).
Manchester est une ville américaine située dans le comté de Dickinson, au Kansas. Selon le recensement de 2020, sa population est de 47 habitants.